# Yoshinori Imaizumi
Yoshinori Imaizumi (今泉吉典) (11 mars 1914 - 2 avril 2007) est un zoologiste japonais. Yoshinori Imaizumi est également un écrivain prolifique sur les mammifères. Il a été directeur du département de zoologie du Musée national de la nature et des sciences de Tokyo. Il est l'auteur de nombreuses espèces de mammifères d'Asie, dont le Chat d'Iriomote (Prionailurus bengalensis iriomotensis),.

## Espèces découvertes
- Euroscaptor mizura othai Imaizumi, 1955[3]
- Prionailurus bengalensis iriomotensis Imaizumu, 1967[4]
- Lutra nippon Imaizumi et Yoshiyuki, 1989[5]
- Myotis hosonoi Imaizumi, 1954[6]
- Myotis ozensis Imaizumi, 1954[7]
- Sorex hosonoi Imaizumi, 1954[8]
- Myotis frater kaguyae Imaizumi, 1956[9]
- Pipistrellus endoi Imaizumi, 1959[10]
- Eptesicus japonensis Imaizumi, 1953[11]
- Nyctalus furvus Imaizumi et Yoshiyuki, 1968[12]
- Cervus nippon pulchellus Imaizumi, 1970[13]
- Sorex shinto sadonis Yoshiyuki et Imaizumi, 1986[14]
- Mogera tokudae etigo Yoshiyuki et Imaizumi, 1991[15]